# Человек-паук 2099
Человек-паук 2099 (англ. Spider-Man 2099) — вымышленный персонаж, супергерой вселенной Marvel Comics, созданный Питером Дэвидом и Риком Леонарди в 1992 году. Его альтер эго Мигель О’Хара (англ. Miguel O'Hara), гениальный генетик, родился в Мексике, но живущий в Нью-Йорке в 2099 году, который пытаясь воссоздать в других людях способности Человека-паука, сам становится Человеком-Пауком из-за того, что его ДНК стало наполовину паучьим.
Впервые Человек-паук 2099 появился в 365 выпуске комикса Amazing Spider-Man в пятистраничном превью серии комиксов, полностью посвящённой его персонажу, Spider-Man 2099. В 2014 году, после появления в нескольких выпусках The Superior Spider-Man, он получил новую серию комиксов, в которой будет действовать в 21 веке.

## Биография персонажа
Мигель О’Хара (англ. Miguel O'Hara) — гениальный молодой генетик, который когда-то работал на корпорацию Алкемакс (англ. Alchemax), которая была заинтересована супергероями прошлого и решила создать личного Человека-паука. Под руководством Мигеля они построили аппарат для сращивания генов, используя в его основе паучье ДНК. Корпорация провела испытания, но всё пошло не так: подопытный превратился в неуправляемого паукоподобного гуманоида и его пришлось убить.
Мигель был убит горем из-за этого и решил уволиться, чтобы больше не видеть подобное, но один из учёных на прощальной встрече добавил ему в вино особый наркотик собственного производства под названием «Блаженство». Мигель решил излечиться с помощью аппарата, заменив ДНК паука на человеческое, но тот же завистливый коллега подменил его обратно. Но результат получился более чем неожиданным: Мигель не только выжил, но и получил паучьи способности. Так Алкемакс добилась своего, и Мигель стал Человеком-пауком 2099. Но вопреки ожиданиям компании, Мигель не стал марионеткой и уволился. Алкемакс сразу же начала на него охоту, и ему пришлось пуститься в бега, почти всегда находясь в своём паучьем костюме.
Человек-паук 2099 сражался с будущими версиями противников его предшественника — Питера Паркера, которых посылал Алкемакс. Как и у Питера, злейшим врагом Человека-паука 2099 был Веном 2099, за маской которого скрывался сначала сводный брат Мигеля — Крон Стоун, позднее ставший Скорпионом 2099, а затем Роман (Нэмор 2099). Однажды Мигель даже встречался с Питером, после чего стал чувствовать себя значительно увереннее в роли супергероя.

### Новая серия комиксов (2 том)
После событий в The Superior Spider-Man, он перемещается в прошлое из-за временной аномалии и застревает в этом времени. Мигель осваивается в прошлом и одновременно пытается вернуться в будущее — в 2099 год и предотвратить превращение Алкемакс в корпорацию зла. Для этого он следит за своим будущим дедушкой Тиберием Стоуном. Также между ним и Темпест — девушкой, которую он когда-то спас от грабителей закручивается роман. Участвовал в Spider-Verse. После, на страницах выпусков The Amazing Spider-Man, присоединился к команде пауков, руководит которой сам Питер Паркер из Земли-616.

## Силы и способности
После того, как половина его ДНК была заменена на генетический код паука, Мигель получил широкий спектр способностей.
Его сила, скорость, рефлексы и ловкость увеличились до сверхчеловеческого уровня.
Он может поднять грузы массой в несколько десятков тонн и прыгнуть на десятки метров. Его скорость и рефлексы позволяют ему уворачиваться от выстрелов, сделанных в упор.
Его сверхчеловеческие ловкость и умения позволяют ему выполнять сложные акробатические и гимнастические манёвры, недоступные лучшим спортсменам. Он способен сохранять идеальный баланс даже в экстренных боевых ситуациях.
О’Хара после получения способностей стал намного более стойким к травмам. Его метаболизм позволяет ему исцелять травмы быстрее чем обычные люди, но он не обладает исцеляющим фактором, способным восстанавливать утраченные органы.
В отличие от оригинального Человека-паука, Мигель О’Хара не обладает экстра-сенсорным шестым чувством «Паучьим чутьём», которое предупреждает его о надвигающихся опасностях. Вместо этого, Мигель получил сверхострые зрение и слух, которых не имеет Питер Паркер. Человек-паук 2099 может видеть в полной темноте, на очень далёких расстояниях и очень быстро передвигающиеся объекты. Повышенный слух позволяет Мигелю слышать звуки с очень отдалённого расстояния.
Запястья супергероя выделяют липкое и прочное вещество, аналогичное паутине обыкновенных пауков. Мигель может выпускать паутину различной толщины и форм. Со временем нити теряют прочность и рассыпаются в пыль.
О’Хара не может подобно оригинальному Пауку прилепить любую часть своего тела к поверхностям. Он ограничен только пальцами рук и ног, на которых расположены острые когти. Эти когти могут резать большинство твёрдых материалов вроде камня и металла. Мигель может «втянуть» когти подобно кошке.
Человек-паук 2099 обладает ядовитыми железами, которые выделяет токсин через клыки. Этот токсин не смертелен, а только парализует жертву на некоторое время.
Мигель — высококвалифицированный генетик и научный гений мирового уровня.
Хотя О’Хара не получал учебную подготовку в боевых искусствах, он смог быстро создать свой собственный боевой стиль максимально подходящий к его сверхчеловеческим способностям.

## Внешний вид
Вместе с генами паук Мигель О’Хара получил не только суперспособности, но и побочные эффекты.
Его глаза стали красного цвета и очень чувствительными к свету. Поэтому, чтобы защитить своё зрение и скрыть необычные радужные оболочки, Мигель носит солнцезащитные очки. Когда он использует своё телескопическое зрение его глаза становятся полностью белыми без видимых радужных оболочек и зрачков.
О’Хара не может втянуть свои клыки, поэтому ему пришлось научиться говорить так, чтобы скрывать свои странные зубы, Из-за этого он часто невнятно бормочет.

### Костюм
Костюм Мигеля почти совпадает с костюмом Питера: он тоже синего и красного цветов, но у Мигеля преобладает синий цвет (в первых комиксах костюм был черным, синий цвет был бликом от сияющих небоскребов Нью-Йорка будущего)и нет паутинного орнамента, а его паучий символ (маленький на спине и большой на груди) очень напоминает череп.
Материал костюма состоит из нестабильных молекул, эта ткань была разработана Ридом Ричардсом из Фантастической четвёрки, чтобы можно было использовать свои супер-способности в бою и не бояться за сохранность костюма. Благодаря этой ткани Мигель может использовать свои когти и клыки, не разрушая костюм. Ткань также частично защищает героя от энергетических атак, но не спасает от механических повреждений вроде ударов и падений.
На спине у Мигеля есть сетеподобная ткань для планирования в воздухе, которую некоторые называют «паутинным плащом». Эта ткань специально изготовлена, чтобы захватывать потоки воздуха, также она излучает низкий уровень анти-гравитационных частиц. Плащ позволяет Человеку-пауку 2099 менять направление скольжения и эффективно гасить скорость при падении. Эти особенности дают супергерою парить между небоскрёбами Нью-Йорка будущего, которые часто располагаются слишком далеко друг от друга, чтобы Мигель мог использовать паутину. В поздних версиях костюма плащ заменили крылья как у оригинального Человека-Паука. Также появились репульсоры на ступнях, позволяющие летать.
На предплечьях перчаток у него есть лезвия (в дополнение к когтям на пальцах), благодаря чему его удары становятся больнее смертоносными.

## Вне комиксов

### Телевидение
Человек-Паук 2099 появляется в мультсериале «Великий Человек-Паук» (2012).

### Кино
- Мигель О’Хара, озвученный Оскаром Айзеком[6], появляется со своей голографической помощницей в сцене после титров в полнометражном мультфильме «Человек-паук: Через вселенные» (2018). Он доволен, что все Люди-пауки вернулись в свои родные вселенные и сам решает отправиться на другую Землю, а именно в мир мультсериала Человек-паук 1967 года, повторяя отрывок из серии «Двойная идентичность».
- Айзек вновь озвучил Человека-паука 2099 в анимационном фильме «Человек-паук: Паутина вселенных» (2023)[7].

### Вселенная Человека-паука от Sony
Sony планирует снять фильм про Человека-паука 2099

### Видеоигры
- Первым появлением в играх по мотивам комиксов была игра «Spider-Man» выпущенная компанией Neversoft в 2000 году на платформы: PlayStation, Nintendo 64, PC, Dreamcast. В этой игре был доступен этот костюм после нахождения всех комиксов, спрятанных в игре по типу пасхальных яиц.
- Также Человек-Паук 2099 появляется в качестве альтернативного костюма в сиквеле игры — «Spider-Man 2: Enter Electro».
- В компьютерной игре «Spider-Man: Shattered Dimensions» Человек-паук 2099 выступает в качестве одного из главных героев. Боссы, с которыми он сражается — Хобгоблин 2099, Скорпион 2099 и Доктор Осьминог 2099.
- Мигель является одним из главных героев в игре-сиквеле «Spider-Man: Edge of Time»
- В компьютерной игре «The Amazing Spider-Man 2», в одном из логов русских бандитов спрятан костюм Паука 2099 года, который можно получить и носить, как альтернативный. Хоть и дизайн костюма идентичен Пауку 2099, в описании костюма можно понять, что в игре он является новой разработкой Oscorp на базе технологий из нестабильных молекул.
- Доступен в игре «Spider-Man Unlimited» для IOS и Android.
- Доступен в мобильной игре «Marvel Future Fight»
- Костюм Человека-паука 2099 доступен в игре «Marvel’s Spider-Man», вышедшей 7 сентября 2018 года
- Доступен в мобильной игре «Marvel Contest of Champions»